# Karel Wälzer
Karel Wälzer, född 28 augusti 1888 i Plzeň, i kronlandet Böhmen i kejsardömet Österrike-Ungern, död i januari 1948 i Prag, var ishockeyspelare som representerade Böhmen och Tjeckoslovakien. Han blev olympisk bronsmedaljör i Antwerpen 1920. 1914 vann han Europamästerskapet i ishockey med Böhmen.

## Meriter
- OS-brons 1920